# Казімерас Вікторас Банайтіс
Казімерас Вікторас Банайтіс (лит. Kazimieras Viktoras Banaitis; 5 березня 1896, с. Вайтекупяй Сувалкська губернія, Російська імперія (нині Шакяйський район Литви) — 25 грудня 1963, Нью-Йорк, США) — литовський композитор, диригент та музикальний педагог. Професор (1937). Керівник Каунаської консерваторії (1937—1943).

## Біографія
Народився в родині Салямонаса Банайтіса та Марії Пранайте-Банайтіне, підписантів Акту про незалежність Литви. 1902 - 1905 навчався в таємній литовській школі, заснованій його батьком, а музику викладав органіст Вайвада.
1906 переїхав з родиною до Каунаса, де спочатку навчався в народній    школі. вступив до другого класу російської гімназії, приватно займаючись музикою. 1911 - 1914 навчався у приватній музичній школі Іппо-Гехтмана. Тут навчався фортепіано (викладач Гелена Лопушка-Вилерзінська та ін.), теоретичні дисципліни викладав Синіцин, випускник Московської консерваторії. 1914 рік Навесні вона вже акомпанувала співачці Адель Галауніене-Незабітаускайте на публічному концерті.
Після початку Першої світової війни разом зі своєю гімназією евакуювався в глиб Росії - Рославль ( Смоленська губернія ). Тут 1914 - 1915. навчався в хлопчачій гімназії в 1915 році. вступив на юридичний факультет Петербурзького університету , але в тому ж році повернувся до Литви і ненадовго залишився у Вільнюсі .
1915 рік Восени 1916 року він повернувся до Каунаса і викладав історію, географію, латинську, німецьку та французьку мови в першій литовській гімназії, заснованій його батьком, і створив хор із 40 учасників. 13 січня він диригував і акомпанував йому на публічному концерті. Також хор виконав дві народні пісні у гармонії молодого диригента «Лече сонце» та «Серед темної ночі». Пісня Стасиса Шимкуса «Ми народилися литовцями» мала великий успіх .
1919 - 1921 служив у Збройних силах Литви в Каунасі та Вільнюсі, вступив до військового училища , працював у редакції Каріса , керував кадетським хором, організував концерти. 1921 рік звільнений з військової служби, жив у Празі , де навчався композиції приватно в О. Шина. 1922 _ виїхав до Німеччини , там до 1925 року . вивчав філософію та історію мистецтв у Лейпцизькому університеті .  1928 рік закінчив Лейпцизьку консерваторію – вивчав композицію у проф. Зігфрід Карг-Елерт, а фортепіано проф. О. Келлер. Під час навчання створив ряд камерних творів.
Повернувшись до Каунаса з 1928 року . Викладав гармонію, теорію музики та загальне фортепіано в Каунасській музичній школі ( з 1933 ) . З 1937 - Професор , 1937-1943 (з перервою) – директор консерваторії ім.
1944 Після переїзду до Німеччини деякий час жив у Дрездені та Берліні, потім поїхав до таборів литовських біженців у Баварії (Арнсторф, Мюльдорф, Шпакенбург), де керував хорами, навчав дітей грі на фортепіано, гармонізував народні пісні. 1949 прибув до Брукліна, США (під патронатом музиканта Ксав'єра Струмського та ін.), 1950-1951. очолював хор оперети та чоловічий вокальний октет «Аїда», мав приватну музичну студію.

## Творчість
Він написав багато вокальних та інструментальних творів. Це хорові та сольні пісні, кантата «Здрастуй, батьківщина», «Пісня на честь княгині Біруті », опера «Юрате і Каститис» - 1955 . ( Випущений і записаний на платівку в 1970 році, прем'єра відбулася 29 квітня 1972 року ).
Він гармонізував близько 500 литовських народних пісень, багато з яких видано окремими зошитами: «Народні пісні для хору» в 1934-1935 , « Народні пісні для мішаного хору» в 1948 році . (Німеччина), Народні пісні для мішаного хору, 1950 ( Чикаго ), Народні пісні для мішаного хору, 1951 (Чикаго), 100 народних пісень, 1951 (Чикаго) , Dawn Western 1987 (У Вільнюсі, автор А. Петраускас), «30 народних пісень для чоловічого хору a капела» 1991 року. (Каунас) та «88 народних пісень» 1993 року . (Чикаго).
Він написав твори для скрипки , фортепіано , віолончелі та інших інструментів, написав статті та рецензії. Його пісні «Lino žiedas», «Po high Mountains», «The Last Party», «Aither the Wind Wing», «After Rising Early in the Morning» звучали на фестивалях литовської та канадської литовської пісні в Чикаго та Торонто , а також його пісні співають і литовські хори. 
1996 вийшла друком книга музикознавця Они Нарбутєне «Kazimieras Viktoras Banaitis». Композитор також згадується в німецькій енциклопедії Riemann Musik Lexikon.